# 제4차 십자군
제4차 십자군(1202년~1204년)은 교황 인노첸시오 3세의 촉구로 원래 이슬람 세력을 물리치기 위해 기획되고 예루살렘이 아닌 이슬람교의 본거지인 이집트 공략을 목표로 한 기독교의 십자군이었다. 그러나 종교적·신앙적 동기보다는 세속적, 경제적 목적이 더욱 강하게 작용하여 이슬람이 아닌 동로마 제국을 목표로 하였다. 베네치아 공화국이 개입한 이 십자군은 1204년 동로마 제국의 수도 콘스탄티노폴리스를 침공하여 처참하고 무자비하게 이 도시를 유린했고 수많은 문화재와 보물을 약탈하고 파괴했다. 이 약탈과 파괴는 단일 사건으로 역사상 최대의 문명적 재앙을 낳았다.

## 배경
13세기에 들어서자마자 유럽 전역은 극히 혼란스러운 상황에 직면하게 된다. 신성로마제국의 호엔슈타우펜 왕가가 노르만족의 시칠리아를 회수했으며 잉글랜드 왕국은 사자심왕 리처드가 죽은 이후 프랑스와 국토 분쟁을 벌이고 있었고 독일은 내전에 휩싸였다. 교황 인노첸시오 3세는 십자군을 다시 주장하고 있었고 1201년 샹파뉴의 원수인 빌라르두앵의 조프루아를 중심으로 기사들이 베네치아를 방문, 베네치아 공화국과 합의하에 십자군이 결성되었다. 이 십자군에 참가한 기독교 세력은 몬페라토의 보니파치오를 중심으로 플랑드르, 발루아, 신성로마제국 및 베네치아 공화국이다. 이들은 출발 일자를 1202년 6월 24일로 잡고 베네치아에 모였다.

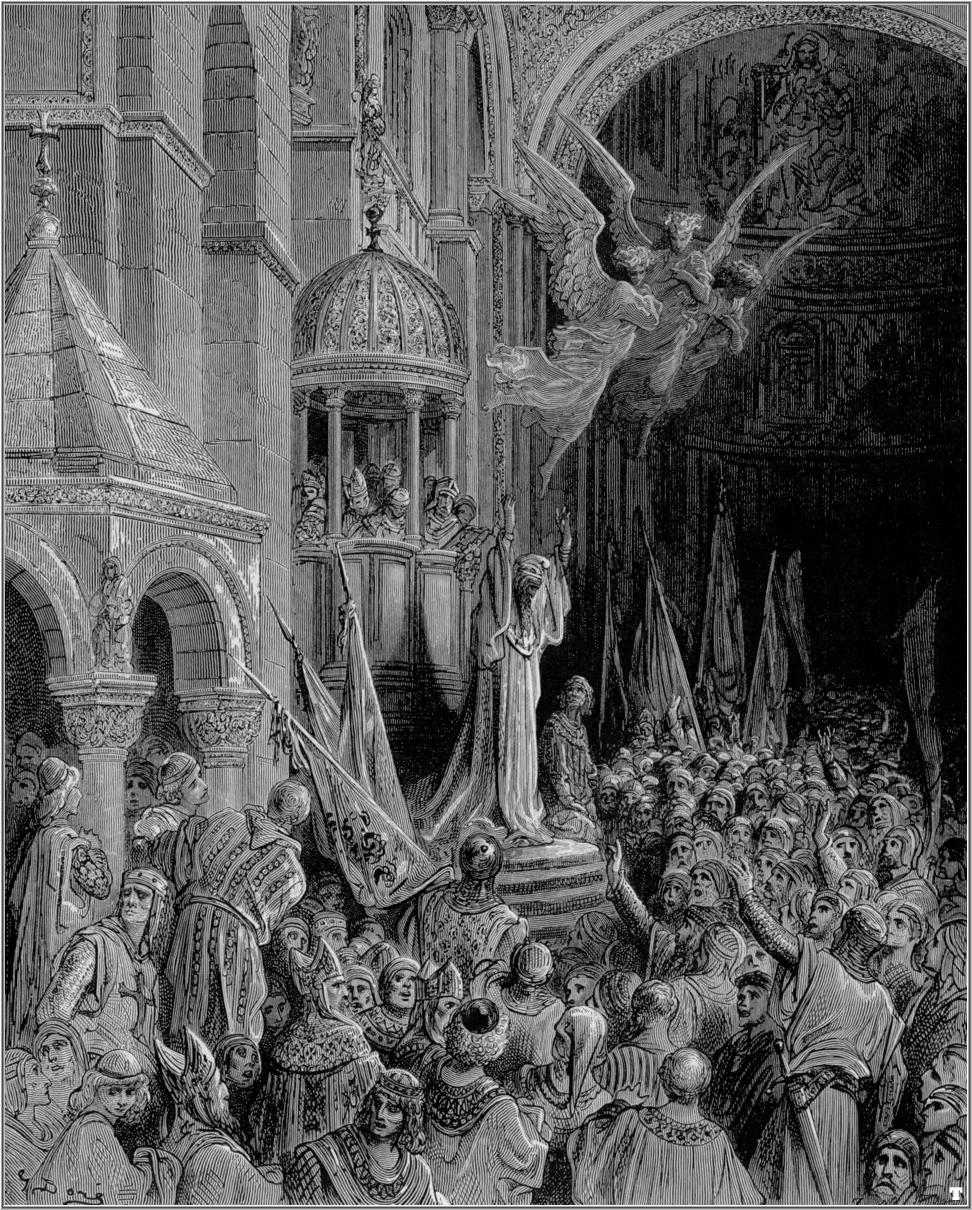
십자군을 설득하는 베네치아 도제 엔리코 단돌로.

당시 목표는 베네치아측에서 이집트로 잡았는데, 이는 당초 공언하였던 목적지인 성지 예루살렘과는 전혀 연관이 없는 곳이다. 그럼에도 불구하고 베네치아인들은 이곳을 차지해서 자신들이 얻을 수 있는 수익만을 고려하였으며, 이에 제4차 십자군 창설에 가장 적극적으로 동참하였다. 그러나 십자군은 당초 계획과 달리 출발지인 베네치아에 예상치의 20%밖에 안되는 인원이 집결한 탓에 도항비는 없다시피한 상황이었고, 베네치아 측은 비용을 지불하지 않으면 이들을 베네치아로부터 떠나보낼 수 없다고 공표하였다. 결국 베네치아의 도제 엔리코 단돌로는 십자군에게 도항비를 면제해주는 조건으로 목표를 헝가리 왕국의 차라로 변경하게 했고, 십자군 측은 이를 수락하였다.

## 결과
십자군은 1202년 10월 8일 베네치아를 출발했다. 하지만 목표는 원래의 이집트가 아닌 헝가리 왕국의 도시 차라였다. 차라는 원래 베네치아 공화국의 영향력 하에 있었으나 얼마전에 베네치아의 통치를 거부하고 헝가리 왕의 통제 하에 들어간 달마티아의 해안 도시였다. 차라는 이들을 보고 항복 사절을 보냈지만, 차라측에서 교황의 사절이 도착해 십자군 측에 철군을 요구하자 십자군은 갑자기 태도를 바꾸더니 십자군 대표인 엔리코 단돌로가 교황의 명령을 무시하고 십자군 측에 차라를 공격할 것을 선동하여, 차라는 불과 1주일 만에 십자군의 손에 떨어졌고, 엔리코는 평소 베네치아에 지속적으로 반항해오던 차라를 철저히 짓밟을 목적으로 도시 대부분을 파괴하고 주민들 또한 쫓아내게 했다. 이 소식을 접한 교황 인노첸시오 3세는 매우 격분해서 십자군의 행위를 비난하면서 십자군 전체를 파문시켜 버렸다.
한편, 동로마 제국의 알렉시우스 3세의 폭정에서 망명한 황자 알렉시우스 앙겔루스는 제4차 십자군의 대표인 보니파치오를 만나서 자신과 자신의 아버지 이사키우스 2세의 제위를 다시 되찾기 위한 제안을 했다. 그 제안에는 십자군이 자신의 큰 아버지 알렉시우스 3세를 몰아내고 아버지의 제위를 되찾아 주면 십자군의 이집트 정복을 위한 병사 1만 명과 기사 500명을 제공하겠다고 하고 또한 콘스탄티노폴리스를 로마 가톨릭의 관할로 주겠다고 약속했다. 그러나 이 터무니없는 제안은 이미 인노첸시노 3세가 같은 기독교 국가를 공격할 수는 없다는 이유로 거절당한 바 있었고, 인노첸시오 3세는 앞서 십자군 측에도 이 제안을 거부할 것을 명령한 바 있었다. 그러나 십자군측은 이를 받아들였는데, 가장 큰 이유는 십자군의 지도자인 보니파치오가 동로마 제국에 대해 원한이 있었기 때문이었다. 후에 인노첸시오 3세는 이 일의 책임을 전적으로 베네치아와 엔리코 단돌로에게 돌렸으나, 이 원정이 실패할 경우 베네치아가 겪을 손실 또한 매우 컸기 때문에 전적으로 그의 주도하에 앙겔루스의 제안이 받아들여지진 않았다. 게다가 십자군은 지속적으로 물자 부족에 시달리고 있었고, 차라를 공격할 시점부터 십자군이 내부분열이 극심해서 탈영병이 속출하는 상황이었기 때문에 난공불락으로 유명한 콘스탄티노폴리스를 쉽게 함락할 수 있으리라 예상하기도 어려웠다.

## 콘스탄티노폴리스의 약탈

### 첫 번째 공격
1203년 6월 24일 베네치아 선단이 수송한 십자군 병력은 아름답고 웅장한 비잔티움의 수도 콘스탄티노폴리스에 도착하였다. 당시 비잔티움의 황제 알렉시우스 3세는 무능했고 앙겔루스 황조 치하에서 제국군의 전력은 엄청나게 떨어져 있었다. 더군다나 십자군의 공격을 전혀 예상하지 못했기 때문에 준비도 되어있지 않았다. 십자군 측에서는 먼저 알렉시우스 앙겔루스를 내세워 콘스탄티노폴리스 내의 지지를 요구했으나, 비잔티움 인들이 전혀 호응하지 않자 공격을 결심했다. 전략적 요충지이자 약한 해안가 성벽이 있는 금각만을 차지하기 위해, 십자군은 금각만 너머 육지 쪽에 병력을 상륙시키려 했고, 알렉시우스 3세는 상륙을 저지하려 했으나 십자군 기사들의 돌격에 패퇴했고, 금각만 입구를 막는 쇠사슬을 다루는 탑은 십자군에게 점령되고 말았다. 이로써 십자군은 금각만을 확보했고, 콘스탄티노폴리스의 약점인 해안가 성벽을 공격할 수 있게 되었다.
하지만 콘스탄티노폴리스 내에는 십자군을 막을 충분한 병력과 성벽이 있었기 때문에, 십자군의 콘스탄티노플 공략 시도는 고전을 면키 어려웠다. 베네치아 인들은 범선 위에서 해안가 쪽 성벽에 가교를 내려 성 내로 진입할 계획을 짰으나, 프랑크인들은 이를 두려워해 거부했고, 결국 십자군들 중 베네치아인들은 금각만 쪽에서 도시를 공략하고, 프랑크인들은 육지 쪽에서 도시를 공격하기로 했다. 그러나 프랑크인들은 좀처럼 성벽을 넘지 못했고, 베네치아인들은 성벽을 넘어 도시로 침입하는데 성공했으나 바랑인 친위대를 앞세운 동로마 측의 반격에 격퇴되어 오히려 수세에 몰렸다. 심지어 육지 쪽의 십자군은 맞싸우러 달려나온 압도적인 수의 동로마 군대에 자포자기하여, 모든 비전투원을 비정규군으로서 앞세워 최후의 일전을 치를 준비까지 하고 있었다. 그러나 이 때 알렉시우스 3세는 알 수 없는 이유로 수비군을 물렸는데, 아마 금각만 쪽 해안가에서의 패배로 인해 성 밖에서 십자군을 상대하는 것을 꺼렸기 때문으로 추정된다. 그러나 이를 패배로 받아들인 동로마인들은 황제에 대해 격렬한 불만을 표출하였다. 이에 놀란 알렉시우스 3세는 엄청난 재물을 챙겨 도망갔고, 콘스탄티노플 측에서 알렉시우스 4세를 맞이함으로써 십자군은 도시에 입성할 수 있었다.
십자군은 알렉시우스 4세와의 약속대로 실명한 채 감옥에 있던 이사키우스 2세를 다시 제위에 앉히고 그의 아들 알렉시우스 4세도 공동 황제로 임명하고 물러나 젊은 알렉시우스가 자신들에게 약속한 것을 이행할 것을 기다렸다. 그러나 알렉시우스 4세는 십자군과의 약속을 지킬 수 없었다. 애당초 약속부터가 지나치게 무리한 것이었던데다, 무능한 알렉시우스 3세가 이미 국고를 바닥냈기 때문에 십자군에 줄 돈이 없었다. 더군다나 로마 가톨릭으로 개종하기로 한 약속은 이사키우스 2세조차 아연실색하여 자신의 아들을 비난하게 만들었다. 어쨌거나 황제가 되었기 때문에 약속을 이행하지 않을 수 없었던 알렉시우스는 엄청난 세금을 매기고 콘스탄티노폴리스 내부의 귀중품들을 지속적으로 수거해 갔는데, 이는 시민들의 반발만 더 심해지게 만들었고, 일부 과격파들에 의해 콘스탄티노폴리스 내부에 거주하고 있던 이탈리아 상인들이 테러당하고, 이들이 다시 보복하는 사태까지 발생했다.
더군다나 알렉시우스는 십자군의 힘에 의해 즉위했기 때문에 십자군이 철수하면 다시 동로마 내에서 반란이 일어나 제위를 빼앗길 것을 두려워했고, 이에 십자군에게 콘스탄티노폴리스에 주둔하는 기간을 연장할 것을 요구했다. 이는 십자군과 콘스탄티노폴리스 시민들 양측 모두의 불만을 샀고, 엔리코 단돌로는 그 대가로 당초 요구치를 상회하는 추가 금액을 요구했다. 이는 콘스탄티노폴리스 내부의 반대 여론을 비등하게 하는 이유가 되었다. 반대론자들의 우두머리격이었던 알렉시우스 무르주플루스는 알렉시우스 4세에게 십자군에 대한 빛 상환을 철회할 것을 요구했고, 마찬가지로 십자군에 대해 불만이 심해지고 있단 황제는 이를 받아들여 빛 상환을 중단했다. 이에 십자군 측에서는 격렬히 항의했으나, 알렉시우스는 이를 무시했고, 분노한 엔리코 단돌로가 알렉시우스에게 폭언을 퍼붓고 물러나자 반대론자들의 분노는 극에 달해, 십자군에 대한 반대파의 공격과 이에 대한 십자군 측의 보복행위가 오가기 시작했다. 그럼에도 알렉시우스 4세는 자신의 정통성을 우려해 십자군에 대한 적극적인 공세를 펼치지 않았고, 이는 과격파들을 분노케 했다.

### 두 번째 공격
한편 알렉시우스 4세에게 불만을 품은 한 무리의 시민들이 성 소피아 성당을 점거하고 니콜라스 카나바우스를 황제로 추개하는 사건이 벌어졌다. 이 소식을 들은 알렉시우스 4세는, 마침내 십자군에 대한 저항을 포기하고 십자군에게 궁궐 내로 들어와 자신을 지켜달라고 요청했다. 그러나 십자군의 도움을 받기도 전에, 알렉시우스 무르주플루스는 궁궐 내 인사들을 규합한 뒤, 알렉시우스 4세를 폐위하고 자신이 알렉시우스 5세로서 제위에 올랐다. 그런 뒤, 성 소피아 성당으로 진군하여 황제에 추대되었던 니콜라스 칸나바우스를 살해했고, 도시 외부의 십자군을 공격하였으나 오히려 패배하였다. 이 패배로 내부의 불만이 심해지자, 알렉시우스 5세는 십자군측에게 회담을 제의하였으나, 십자군측은 알렉시우스 4세의 복위를 요구하였고, 이에 알렉시우스 5세는 오히려 이사키루스와 알렉시우스 4세를 살해함으로써 보답하였다. 십자군은 더 이상 기다리지 않고 콘스탄티노폴리스에 대한 두 번째 공격을 감행했다.
십자군 측은 이전의 공성 경험으로 인해 콘스탄티노폴리스의 약점이 해안쪽임을 알고 있었다. 그러나 이는 동로마 측 또한 마찬가지여서, 상대적으로 낮은 성벽을 알렉시우스 5세는 높은 목제 탑을 이용해 보강하였다. 십자군은 4월 9일 총 공격을 감행하였다. 십자군 측은 범선 위에서 가교를 내려 성벽 위로 기어오르려 했으나, 높은 목제 탑 때문에 가교를 내릴 수가 없었고, 육로로 접근시킨 공성병기들은 목제 탑 위에서 떨어지는 돌덩이들에 의해 손쉽게 무력화되었다. 십자군 측은 공성을 중지하고 퇴각했고, 첫날의 공성전은 완벽한 비잔티움 군의 승리로 끝났다.
다음 날, 십자군 측은 좀더 높은 곳에서 가교를 내림과 더불어, 탑 하나에 두 개의 가교를 동시에 놓는 작전을 구상하고 다시 공성에 들어갔다. 탑에 설치한 가교를 통해 쳐들어오는 십자군 병사들을 동로마 측은 잘 막아냈으나, 한 개의 탑에 진입했던 한 프랑스 기사가 동로마군의 무자비한 공격을 받고 쓰러졌다가 기적적으로 다시 일어나자, 그가 죽었다가 되살아났다고 생각한 탑 내의 수비군이 모조리 도망치면서 탑은 십자군에게 점령되었다. 탑에 깃발이 들어선 것을 본 십자군은 크게 고무되었고, 일부 십자군이 성벽에 구멍을 내고 진입하는데 성공하자 분위기는 완전히 반전되어, 동로마군은 모조리 도망치기 시작했고 십자군은 도시 내로 거침없이 진입하기 시작하였다. 알렉시우스 5세는 이에 저항해보았으나 이내 의미가 없음을 깨닫고 트라키아로 도망쳤고, 동로마 측에서는 저항을 포기하고 십자군 영주들을 새 황제로 맞이하려 했다. 그러나 십자군 병사들은 오랜 성 밖 생활로 굶주리고 지쳐있었으며, 동로마인들에 대해 격렬한 증오를 품고 있었다. 결국 도시에서는 십자군에 의한 무시무시한 대 학살과 화재, 그리고 끔찍한 대 약탈행위가 자행되었다. 곳곳에서 신성모독이 자행되고 수많은 문화재와 보물과 예술작품이 파괴되고 약탈되었다. 프랑크군이 파괴적인 약탈을 저지르는 동안 베네치아인들은 보물을 자신들의 도시로 빼돌렸다. 이때 네 마리의 청동 마상도 베네치아의 산마르코 대성당으로 옮겨졌다.
이 약탈이 천년이 넘는 콘스탄티노폴리스 역사상 가장 암울한 순간이었다. 오스만 투르크에게 이 도시가 함락될 때조차도 이때만큼 암울하지는 않았다. 십자군 전사들은 이제 약탈자로 변했다. 도시를 공격하기에 앞서 성직자나 유아, 여성들에 대해서는 해악을 가하지 않기로 맹세했던 십자군이었지만, 그런 규율은 거의 지켜지지 않았다. 여성과 성직자들은 물론, 귀족들조차 비참한 신세의 피난민으로 전락했다. 심지어 도시 내에 거주하던 피사나 제노바, 심지어 베네치아 상인들조차 약탈과 폭력, 살육을 피하지 못했다. 약탈자들은 보이는 모든 건축물들에서 약탈과 파괴 행위를 저질렀고, 하기아 소피아 안으로 말이나 당나귀를 끌어들여 성물과 보물을 실어나르면서 당나귀가 미끄러져 넘어지면 가차없이 죽여버렸다. 십자군들에게는 이제 눈앞의 보물만 보일 뿐 신의 징벌도 두렵지 않았다.

### 약탈 이후
약탈은 사흘간 계속되었고 약탈이 끝나자 십자군은 약탈품을 나누었다. 4분의 1은 새 황제의 몫으로 나머지는 프랑크군과 베네치아군이 반반씩 나누었다. 그리고 자신들의 새로운 황제를 뽑기로 하였는데 몬페라토의 보니파치오는 새 황제가 되려고 했으나 엔리코 단돌로가 반대하여 새로운 황제로는 플랑드르 백작 보두앵을 선출했다. 보두앵은 5월 12일 하기아 소피아에서 황제가 되었고 이로써 라틴 제국이 건국되었다. 어쩔 수 없이 교황은 이를 승인하고, 예루살렘을 목표로 원정할 것을 요청했으나 실시되지 않았다.
이 콘스탄티노폴리스 공방을 둘러싼 내용에 대해서는 동시대의 뛰어난 기록자가 두 명 있었다. 십자군 측에서는 빌라르두앵의 조프루아, 동로마 측에서는 니케타스 코니아테스라는 두 명의 역사가가 기록을 남겨 귀중한 역사적 기록이 되고 있다.

## 결과 및 영향

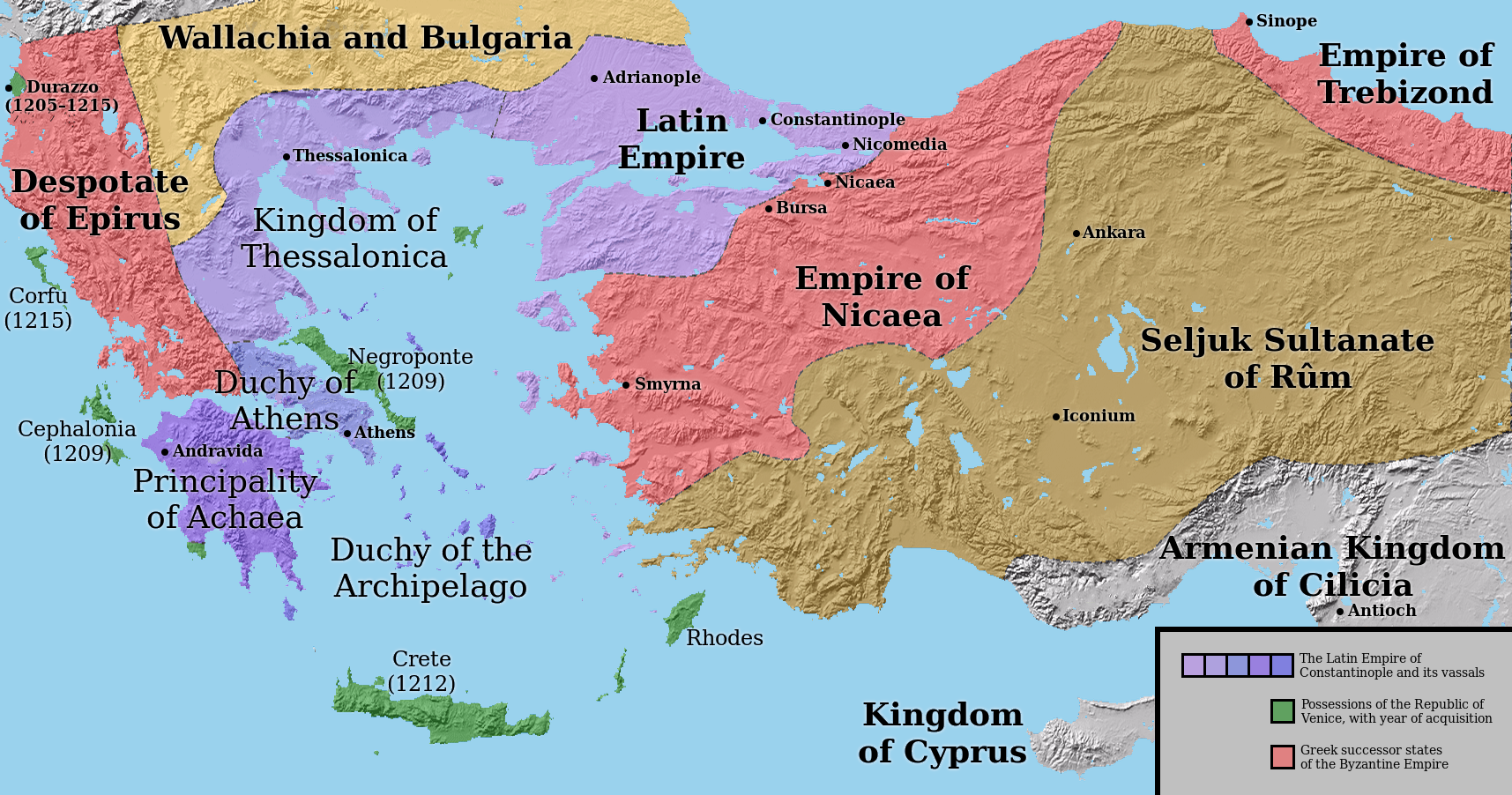
1204년 이후 동로마 후계국가들과 라틴 제국의 지도.

제4차 십자군으로 가장 이득을 본 것은 바로 베네치아 공화국이다. 베네치아는 직접적인 영토와 재물을 얻은 것은 물론 무역 경쟁자인 제노바와 피사를 완전히 따돌리고 친 베네치아 황제를 세움으로써 동 지중해의 무역권을 완전히 독점할 수 있었다. 이는 도제 엔리코 단돌로의 교활함과 의지에서 힘입은바가 크다.
급조된 라틴 제국은 동로마 제국의 뒤를 이어 약 60년간 존속하다 니케아 제국의 팔레올로고스 왕조가 콘스탄티노폴리스를 수복하며 후기 동로마 제국이 들어섰지만 다시는 동로마의 영광을 재현하지 못하고 계속 몰락의 길을 걷게 된다. 정치적으로 서유럽은 오스만등 이슬람 세력에 대한 방어막을 잃게 되는 것이고 문화적으로도 그리스-로마의 고대 유산이 보존되어 잇는 콘스탄티노폴리스의 유산들이 파괴되어 엄청난 손실을 가져왔다.
종교적으로는 로마 가톨릭교회에 의한 동방 정교회의 파괴와 약탈로 기독교계의 대분열은 이제 돌이킬 수 없는 상처로 남게 되었다. 2001년 교황 요한 바오로 2세는 콘스탄티노폴리스 총대주교에게 로마 가톨릭이 그리스 교회에 저지른 이 제4차 십자군의 만행에 대하여 유감을 표명하였고 이 사건이 일어난 지 800주년이 되는 2004년에 양 교회는 표면적으로는 화해하였다.
멸망한 동로마 제국의 황족은 제국령 각지에 망명 정권을 수립했는데 주요한 망명 정부는 다음과 같다.
- 니케아 제국 - 훗날 콘스탄티노폴리스를 탈환하여 후기 동로마 제국을 수립하였다.
- 에페이로스 공국
- 트라페주스 제국-가장 오래 존속한 망명 정권.(1461년 멸망)

## 같이 보기
- 제3차 십자군
- 라스카리스 왕조
- 불가리아 제2제국
- 아르바논 공국